# Bela Stena
Bela Stena (cyr. Бела Стена) – wieś w Serbii, w okręgu raskim, w gminie Raška. W 2011 roku liczyła 678 mieszkańców.